# Joachim Hempel (senator)
Joachim Hempel (ur. 16 maja 1858 w Warszawie, zm. najprawdopodobniej w 1944) – polski polityk, inżynier górniczy, działacz Narodowej Demokracji, senator RP I kadencji.

## Życiorys
Ukończył gimnazjum w Warszawie, gimnazjum i szkołę techniczną na Górnym Śląsku oraz austro-węgierską Akademię Górniczą w Leoben, na której w 1895 otrzymał tytuł inżyniera górniczego. Po zakończeniu nauki w Leoben objął posadę inżyniera i dyrektora kopalni węgla kamiennego Towarzystwa Francusko-Włoskiego Dąbrowskich Kopalń Węgla w Sosnowcu oraz zakładów hutniczych w Czeladzi. Po studiach stał się również właścicielem Domu Handlowego w Dąbrowie Górniczej, który był jego własnością do 1898, a w 1897 właścicielem kamieniołomów i wapienników pod Kielcami i majątku w Wolicy.
W czasie I wojny światowej działał w Radzie Głównej Opiekuńczej. Był również organizatorem i kuratorem szpitala dziecięcego w Kielcach oraz Ludowej Szkoły Rolniczej w Podzamczu.
Po odzyskaniu przez Polskę niepodległości zasiadał w sejmiku i wydziale powiatowym w Kielcach. Był również prezesem kieleckiego oddziału Związku Ziemian w Kielcach. W 1919-1921 pełnił funkcję starosty kieleckiego. Działał w Związku Ludowo-Narodowym, z list którego w 1922 wybrany został senatorem RP jako reprezentant województwa kieleckiego. W Senacie był członkiem komisji administracyjnej oraz prawniczej oraz podkomisji ds. przemysłu wojennego. Był również referentem budżetów Ministerstw Przemysłu i Handlu oraz Komunikacji. Był także przedstawicielem polskiego parlamentu w Unii Międzyparlamentarnej. Po zakończeniu kadencji w 1927 nie był już nigdy członkiem parlamentu.
Po utracie majątku w końcówce lat 20. powrócił do Warszawy. Okoliczności jego śmierci są niejasne. Według jednej z wersji w czasie powstania warszawskiego miał zostać zamordowany przez Niemców w szpitalu w Milanówku lub w innych nieznanych okolicznościach. Według drugiej wersji w czasie powstania mieszkał na Saskiej Kępie i po wkroczeniu do prawobrzeżnej części Warszawy Sowietów miał zostać aresztowany przez NKWD, po czym ślad po nim zaginął.

## Życie prywatne
Był synem Stanisława Adolfa oraz Felicji z domu Szubert oraz wnukiem Michała Szuberta. W 1889 poślubił Annę Bądzyńską, z którą doczekał się córki Janiny oraz synów Stanisława (również senatora), Zygmunta Joachima (kapitana WP, od 1939 szefa Biura Informacji i Propagandy Komendy Okręgu Warszawa Miasto SZP – ZWZ) oraz Kazimierza (burmistrza Chęcin). Dwaj jego synowie stracili życie podczas II wojny światowej – Kazimierz został zamordowany w Auschwitz w 1941, a Zygmunt zginął w powstaniu warszawskim.